# Monte de Luna
Monte de Luna (inoffiziell auch Montes de Luna) ist ein Gemeindeteil (barrio) der Gemeinde Villa de Mazo auf der Kanarischen Insel La Palma. Er ist der südlichste Ort der Gemeinde und grenzt an Fuencaliente.
Im Dorf selbst und vereinzelten Häusern leben rund 375 Einwohner (Stand: 2013).
| 2000 | 2001 | 2002 | 2003 | 2004 | 2005 | 2006 | 2007 | 2008 | 2009 | 2010 | 2011 | 2012 | 2013 |
| ---- | ---- | ---- | ---- | ---- | ---- | ---- | ---- | ---- | ---- | ---- | ---- | ---- | ---- |
| 437  | 431  | 425  | 428  | 438  | 423  | 406  | 391  | 390  | 389  | 385  | 387  | 374  | 375  |